# Autoserica obscurifrons
Autoserica obscurifrons är en skalbaggsart som beskrevs av Moser 1916. Autoserica obscurifrons ingår i släktet Autoserica och familjen Melolonthidae. Inga underarter finns listade.